# Phaonia insetitibia
Phaonia insetitibia este o specie de muște din genul Phaonia, familia Muscidae, descrisă de Fang și Fan în anul 1988. Conform Catalogue of Life specia Phaonia insetitibia nu are subspecii cunoscute.